# Le Fleuve de la mort (film, 1955)
Pour les articles homonymes, voir Le Fleuve de la mort.
Pour plus de détails, voir Fiche technique et Distribution.
Le Fleuve de la mort (titre original : El río y la muerte) est un film mexicain réalisé par Luis Buñuel en 1954 et sorti en 1955.

## Synopsis
Dans le village côtier de Santa Bibiana, le moindre malentendu peut dégénérer en fusillade mortelle. Entre les familles Anguiano et Menchaca, le torchon brûle. Gerardo Anguiano, médecin idéaliste, choisit d'installer son cabinet en ville. Hospitalisé dans un poumon d'acier, il reçoit la visite de Rómulo Menchaca. Le père de Gerardo a, autrefois, assassiné celui de Rómulo et ce dernier exige réparation. Gerardo, refusant cette alternative, est alors giflé par Rómulo. Flash-back : on explique l'origine de cette guerre incessante qui déchire les deux clans familiaux. Felipe Anguiano, fiancé de Mercedes, s'est vu contraint de tuer Filogonio Menchaca et de traverser le fleuve pour s'enfuir dans le désert. Surpris par un Menchaca, Felipe est, à son tour, abattu. Fin du flash-back. Revenu au village, Gerardo parvient à maîtriser Rómulo sans utiliser d'armes. Le cycle de la violence est enfin interrompu et les deux hommes finissent par fraterniser. Convaincu, Rómulo s'établit en ville afin d'y vivre en paix.

## Fiche technique
- Titre du film : Le Fleuve de la mort
- Titre original : El río y la muerte
- Réalisation : Luis Buñuel
- Scénario et dialogues : L. Buñuel et Luis Alcoriza, d'après le roman Muro blanco sobre roca negra de Miguel Alvarez Acosta
- Assistant-réalisateur : Ignacio Villareal
- Photographie : Raúl Martinez Solares - Noir et blanc
- Son : José de Pérez et Rafael Ruis Esparza
- Musique : Raúl Lavista
- Montage : L. Buñuel, Jorge Bustos
- Direction artistique : Gunther Gerszo
- Production : Clasa Films Mundiales, Armando Orive Alba
- Pays d'origine  Mexique
- Langue originale : Espagnol
- Durée : 90 minutes
- Sorties : 30 juin 1955 à Mexico ; 12 janvier 1966 en France

## Distribution
- Columba Domínguez : Mercedes
- Miguel Torruco : Felipe Anguiano
- Joaquín Cordero : Gerardo Anguiano
- Jaime Fernández : Rómulo Menchaca
- Carlos Martínez Baena	: Don Julián, le curé
- Víctor Alcocer : Polo Menchaca
- Silvia Derbez : Elsa

## Commentaire
« Pour la première fois de ma vie, je réalisais un film à thèse et j'avais mauvaise conscience. La thèse était très discutable, quelque chose comme : Si les hommes avaient tous étudié à l'université, il y aurait moins de criminels. Vous imaginez ! », déclara Luis Buñuel, à propos d'El río y la muerte.
Et, par conséquent, la conclusion du film fut optimiste. À ce happy end moralisateur, Buñuel « eût, sans doute, préféré, après la réconciliation, une fusillade suivie de la pancarte annonçant : Plus de morts la semaine prochaine. », écrit Bill Krohn qui ajoute : « La critique a vu le poumon d'acier comme une touche subversive ajoutée par le réalisateur, mais celui-ci figurait déjà dans le roman d'Alvarez Acosta. Le principal ajout opéré par Buñuel est le prologue féérique : un bain de sang provoqué par un refrain grivois. »
José de La Colina, interviewant le réalisateur, admet que « ce qui est mauvais dans l'idée du Fleuve de la mort, c'est son schématisme : civilisation contre barbarie. » Toutefois, note-t-il, « le film, au moins, ne montre pas une communauté barbare. Certains actes violents y apparaissent comme une forme de culture ». De son côté, Buñuel précise : « Ce qui, en réalité, m'a intéressé dans le livre, c'est cet élément de manque de respect de la vie humaine. [...] Cela m'a intéressé de décrire une coutume authentique de la côte de l'État de Guerrero. Lorsqu'une personne a été assassinée, le cadavre est emmené successivement chez les parents et les amis où ceux qui assistent à la veillée funèbre boivent un verre.  Puis ils transportent le cadavre devant la maison du criminel, qui a pris la fuite, et les proches crient : Qu'il sorte, ce salaud ! Il va payer cette mort ! Et c'est le début des vengeances en chaîne entre les familles ».
Sélectionné au Festival de Venise, le film fut nettement incompris et les tueries en cascade provoquèrent les rires du public. Luis Buñuel, prévoyant ce phénomène, marqua sa préférence pour Les Aventures de Robinson Crusoé. Les producteurs mexicains de Clasa Films en décidèrent autrement.